# Осада Регия
Осада Регия в 387—386 или 388—387 годах до н. э. — была предпринята сиракузским тираном Дионисием Старшим в ходе его Италийских войн.

## Регийско-сиракузский конфликт
Регий, находившийся на берегу Мессинского пролива и являвшийся ключом к Южной Италии, попал в сферу интересов Дионисия после покорения халкидских городов Восточной Сицилии и во время подготовки ко Второй Карфагенской войне. Обеспокоенные усилением Сиракуз, регийцы, чей город стал основным прибежищем изгнанников, в союзе с мессанцами в 399 году до н. э. предприняли довольно крупными силами поход во владения Дионисия, но, дойдя до границы, из-за начавшихся разногласий прекратили экспедицию и заключили с тираном мир. В отличие от локрийцев, жители Регия в оскорбительной форме отвергли предложение тирана о союзе, а после подчинения Сиракузам Мессаны, расположенной на другом берегу пролива, фактически выступили на стороне карфагенян и в 394 году до н. э. атаковали этот город, тем самым начав серию войн с Дионисием.
Сиракузский тиран предпринял два похода против регийцев в 393 и 390 годах до н. э., а в 388 году до н. э., разгромив в битве на Эллепоре войско Италиотской лиги, снова подступил к оставшемуся без союзников Регию, которому навязал мирный договор, заставив выдать все семьдесят его боевых кораблей, выплатить триста талантов и дать сотню заложников. По словам Диодора Сицилийского, сиракузский тиран, одержимый жаждой мести за оскорбление, заключил мир, чтобы лишить регийцев военного флота и таким образом облегчить последующую осаду. Предприняв в следующем году новый поход в Италию, где им был захвачен и разрушен Гиппоний, тиран не торопился покидать полуостров, выискивая благовидный предлог для разрыва соглашения.

## Осада
Подойдя с войсками к проливу и изобразив подготовку к переправе, он попросил у регийцев предоставить провизию, обещая компенсировать затраты по возвращении в Сиракузы. В случае отказа он получил бы повод к войне, а в случае согласия ослаблял оборонительные возможности Регия. Жители щедро снабдили сиракузян провиантом на несколько дней, но когда Дионисий начал откладывать переправу, ссылаясь на болезнь и иные причины, регийцы догадались о его истинных планах и прекратили снабжение. Получив долгожданный casus belli, тиран вернул заложников и осадил город, построив огромные машины и предпринимая ежедневные атаки. Регийцы отчаянно оборонялись, избранный ими стратегом Фитон призвал всех, способных носить оружие, устраивал вылазки, пытаясь уничтожить осадные машины, и наносил сицилийцам чувствительные потери, хотя и сам потерял немало людей. Сам Дионисий был ранен копьём в пах и едва избежал смерти, с трудом вылечившись от ранения.
Продолжавшаяся около одиннадцати месяцев блокада привела к сильному голоду; по сведениям Диодора медимн пшеницы продавался в осажденном городе за пять мин. Регийцы съели лошадей и других вьючных животных, затем питались вареной кожей и под конец стали выходить из города, чтобы рвать траву, росшую под стенами. Дионисий отправил туда пастись лошадей и разную скотину, очистив от зелени пространство перед укреплениями. В конце концов регийцы были вынуждены сдаться на милость победителя. Войдя в город, тиран обнаружил множество умерших от голода и захватил более шести тысяч пленников, многих из которых отправил в Сиракузы с приказом освободить тех, кто сможет заплатить выкуп в мину серебра, а прочих продать в рабство.
Руководивший обороной стратег Фитон был взят в плен и прикован наверху самой большой осадной машины, после чего тиран сообщил ему, что утопил его сына в море. Фитон ответил на это, что сын был в тот день счастливее отца. Дионисий приказал провести пленного через город, подвергнув при этом жестоким побоям, а сопровождавший процессию глашатай сообщал, что тиран наказывает человека, убедившего своих граждан вступить в войну. Фитон переносил истязание мужественно, заявив, что умирает за правое дело защиты от тирании и грозил Дионисию карой богов. Благородство регийца вызвало сочувствие даже у сицилийских воинов, те начали роптать и тиран, опасавшийся, как бы недовольные не попытались освободить узника, приказал прекратить его мучения и утопить в море со всей родней. Гибель Фитона вызвала скорбь у многих греков и немало поэтов посвятили элегии его кончине.
По словам Страбона, Регий был полностью разрушен, на его месте тиран устроил парк для отдыха (парадис) и пытался насадить платаны, которые плохо прижились. Позднее Дионисий Младший основал на месте Регия новое поселение, которое назвал Фебиями. Д. М. Льюис объясняет жестокость тирана в отношении регийцев тем обстоятельством, что город служил убежищем для сиракузских изгнанников и блокировался против него с карфагенянами.